# Blu26
Bei der blu26 handelt es sich um ein acht Meter langes Segelboot, das in der Schweiz von der Bluboats GmbH entwickelt wurde. Die blu26 ist primär auf sportliches Segeln im Team ausgerichtet, sie lässt sich aber auch problemlos alleine beherrschen.

## Rigg, Segel
Die blu26-Klasse hat ein 7/8-Aluminium-Slup-Rigg mit zwei Salingpaaren. Das Rigg kommt ohne Backstagen aus und verfügt nur über ein Achterstag. Die Segelgarderobe der blu26-Klasse besteht aus folgenden Segeln:
- Großsegel aus Dacron-Tuch
- Genua aus Dacron (Mylar-Folien-Genua als Option)
- Fock aus Dacron
- Spinnaker